# (762135) 2010 WG9
2010 WG9 là một vật thể ngoài Hải Vương tinh có độ nghiêng cao và vật thể quay chậm từ bên ngoài Hệ Mặt trời, đường kính khoảng 100 km. Nó được quan sát lần đầu tiên tại Đài thiên văn La Silla của ESO ở miền bắc Chile vào ngày 30 tháng 11 năm 2010. 2010 WG9 quay quanh Mặt trời ở khoảng cách 18,8.8787 AU cứ sau 384 năm và 9 tháng (140.538 ngày). Quỹ đạo của nó có độ lệch tâm 0,65 và độ nghiêng 70 ° so với đường hoàng đạo. Kể từ tháng 7 năm 2017, nó là một trong 7 vật thể được biết đến với độ nghiêng (i)> 60 ° và perihelion (q)> 15 AU, cùng với 2008 KV42 được phát hiện đầu tiên.

## Đặc điểm vật lý
Một ánh sáng cong xoay của năm 2010 WG9 đã thu được từ các quan sát trắc quang của Khảo sát biến thiên nhiệm vụ LaSilla tại Quest tại La Silla ở Chile. Phân tích Lightcurve cho thời gian quay là 263,8 giờ với biên độ sáng là 0,14 độ (U = 2). Nó thuộc về nhóm 200 vật thể quay chậm nhất được biết đến tồn tại. Nó có đường kính 112,7 km và bề mặt của nó có suất phản chiếu là 0,074. Liên kết tiểu hành tinh Lightcurve liên kết giả định một suất phản chiếu tiêu chuẩn là 0,10 và tính toán đường kính 100,81 km dựa trên cường độ tuyệt đối là 8.1.